# 蓬莱邦费
蓬莱邦费（法語：Pont-lès-Bonfays，法語發音：[pɔ̃ lɛ bɔ̃fɛj] ⓘ）是法国大東部大區孚日省的一个市镇，属于埃皮纳勒区。

## 地理
蓬莱邦费（48°10'8"N, 6°7'58"E）面积4.47 平方千米，位于法国大東部大區孚日省，该省份为法国东北部内陆省份，北起默兹省和默尔特-摩泽尔省，西接上马恩省，南至上索恩省和贝尔福地区省，东临上莱茵省和下莱茵省。
与蓬莱邦费接壤的市镇（或旧市镇、城区）包括：弗雷努瓦、莱热维尔和邦费、莱兰、皮埃尔菲特、莱瓦卢瓦。

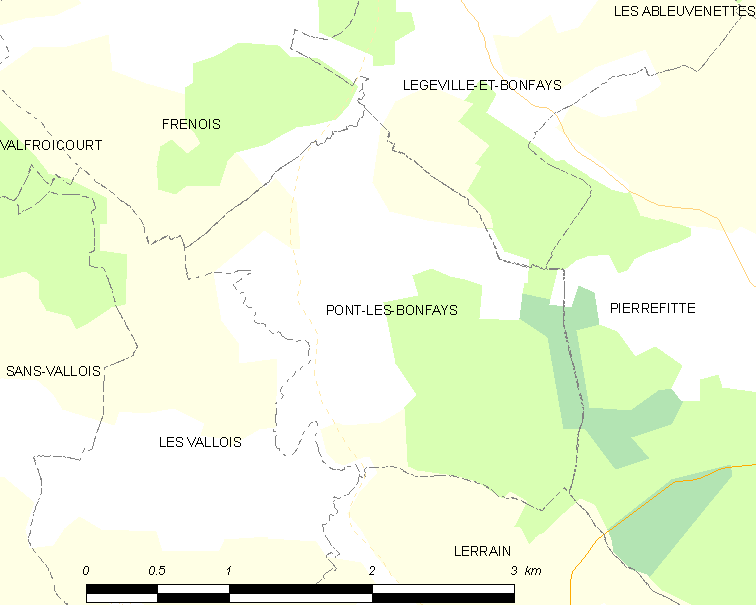
蓬莱邦费的OSM定位图

蓬莱邦费的时区为UTC+01:00、UTC+02:00（夏令时）。

## 行政
蓬莱邦费的邮政编码为88260，INSEE市镇编码为88353。

## 政治
蓬莱邦费所属的省级选区为达尔内县。

## 人口

1962-2008年间蓬莱邦费人口变化图示

蓬莱邦费于2022年1月1日时的人口数量为102人。